# Theodor Julius Jaffé

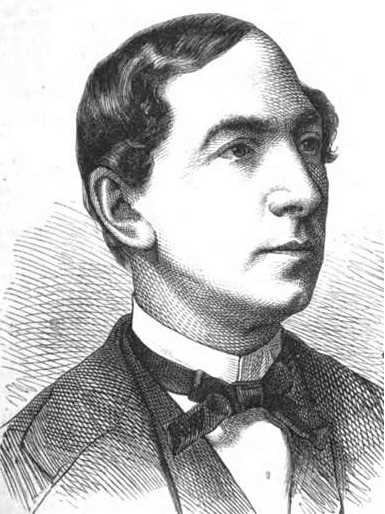
Theodor Julius Jaffé. Grafik von Adolf Neumann.

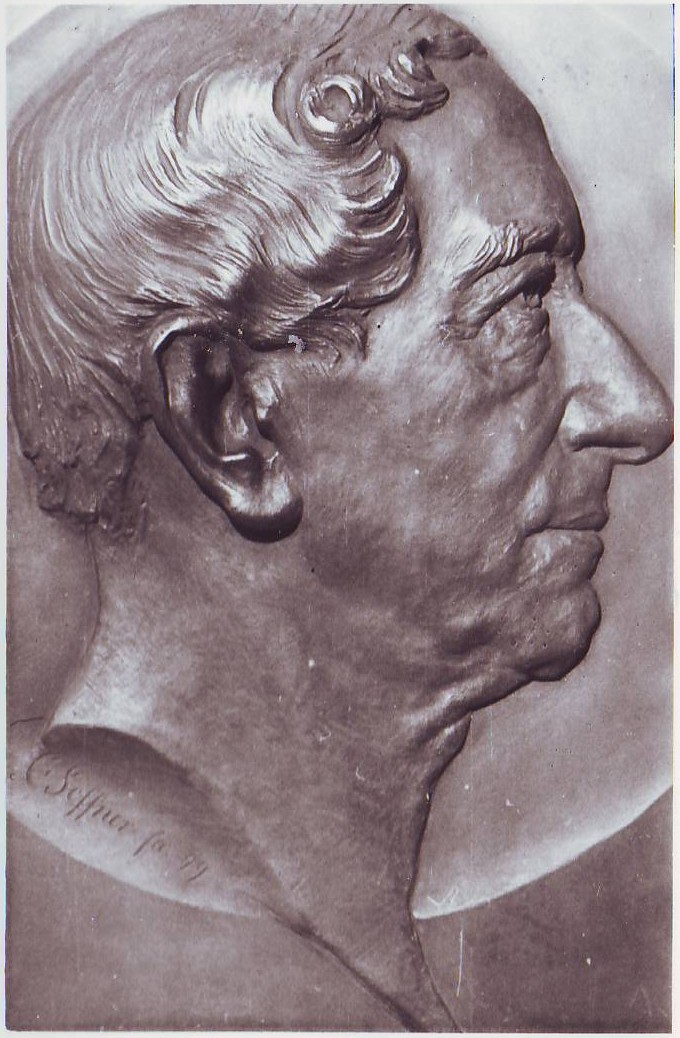
Relief des Theodor Julius Jaffe von Carl Seffner

Theodor Julius Jaffé, auch Julius Jaffe (* 17. August 1823 in Berlin; † 11. April 1898 in Dresden) war ein deutscher Schauspieler.

## Leben
Theodor Julius Jaffé war für die juristische Laufbahn bestimmt, widmete sich aber aus Neigung der Oper. Nachdem er seine Gesangsstudien in Berlin und Wien vollendet hatte, trat er als Bariton 1844 in Troppau, dann in Lübeck, Halle (Saale), Magdeburg und Köln mit Erfolg in ernsten und komischen Partien auf. Er erkannte jedoch, dass das rezitierende Drama das eigentliche Feld für seine Begabung sei, und ging 1847 zum Schauspiel über, indem er in Bremen das erste Charakterfach übernahm.
Im Jahr 1849 ging Jaffé nach Weimar, 1853 nach Breslau, wo er auch als Regisseur tätig war, sowie 1856 nach Braunschweig. Sein Ruf war immer mehr gewachsen, so dass man ihn 1864 als Nachfolger Bogumil Dawisons nach Dresden holte. Er war bis zu seiner Pensionierung 1894 am Dresdner Theater tätig. Jaffé verstarb 1898 in Dresden und wurde auf dem Alten Annenfriedhof beigesetzt.

## Wirken
Jaffé nahm unter den deutschen Schauspielern eine hervorragende Stellung ein, obwohl er dem modernen Virtuosentum wie der Reklame fern steht. Seine Hauptrollen waren Nathan (Nathan der Weise, Gotthold Ephraim Lessing), Richard III. (Richard III., William Shakespeare), Shylock (Der Kaufmann von Venedig, William Shakespeare), Jago (Othello, William Shakespeare), Franz Moor (Die Räuber, Friedrich Schiller), Mephisto (Faust I, Johann Wolfgang von Goethe), Philipp II. (Don Carlos, Friedrich Schiller), Marinelli, Carlos, Graf Thorane (Der Königsleutnant, Karl Gutzkow), Narziß, Tartüff (Tartuffe, Molière), Onkel Moses und andere mehr und haben auch bei seinen zahlreichen Gastspielen ungeteilte Anerkennung gefunden.